# 東京都道453号本郷亀戸線

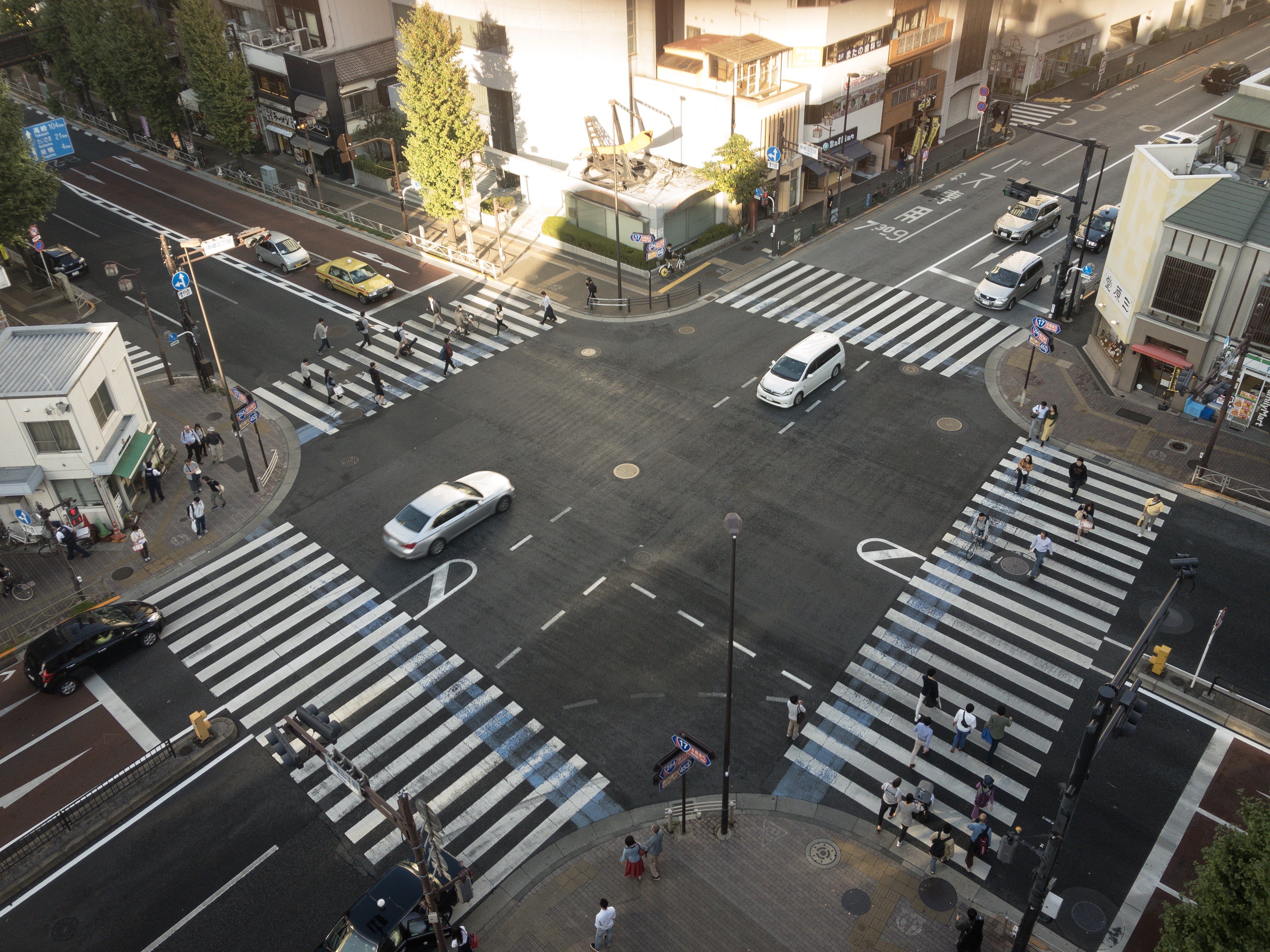
本郷三丁目交差点。写真右奥が都道453号。（2018年10月）

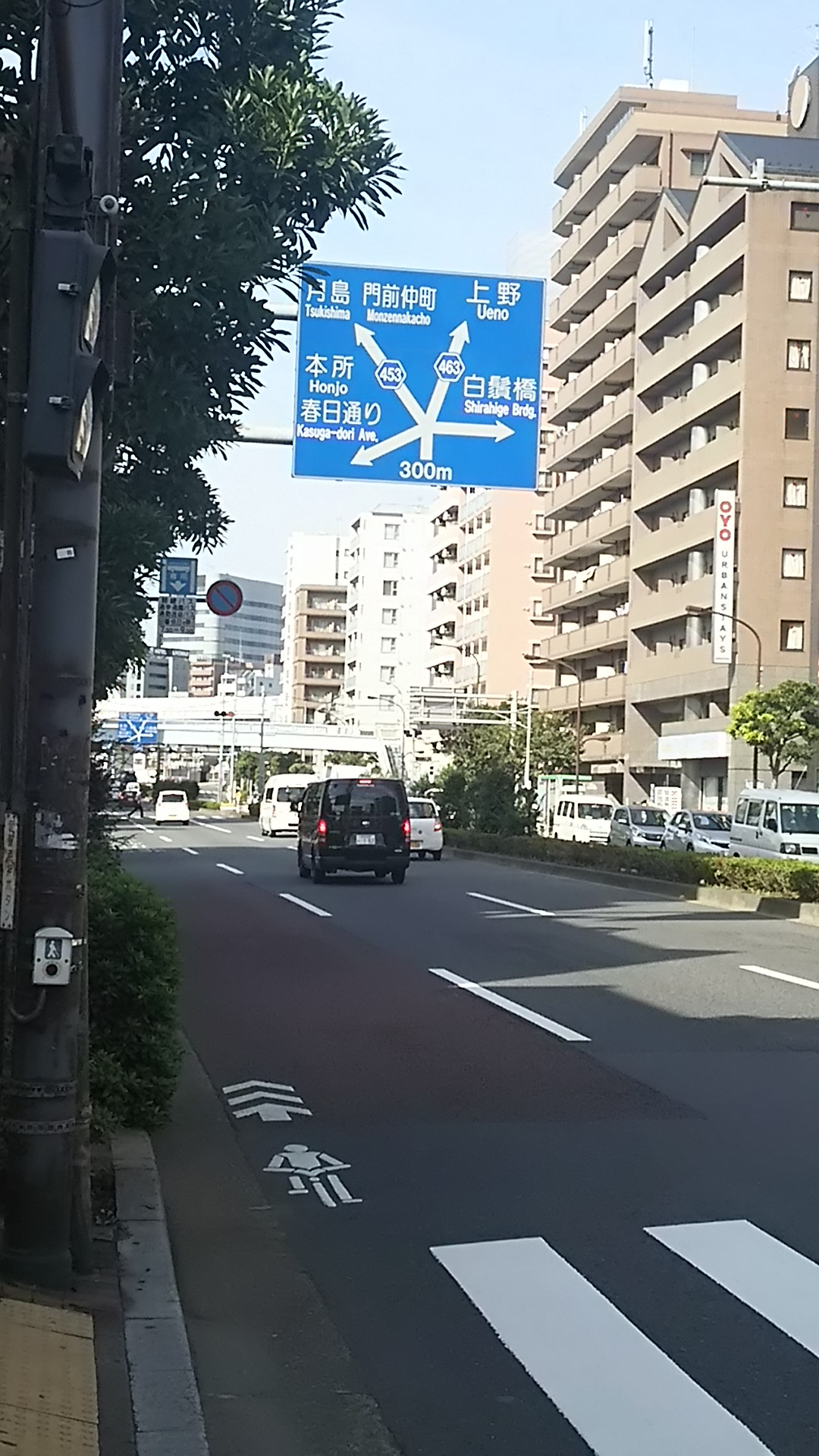
墨田区吾妻橋にて（2019年9月）

東京都道453号本郷亀戸線（とうきょうとどう453ごう ほんごうかめいどせん）は、東京都文京区と江東区を結ぶ特例都道である。

## 起点・終点
- 本郷三丁目交差点（国道17号・本郷通り、国道254号・春日通り）（本郷三丁目駅）
- 福神橋交差点（東京都道306号王子千住夢の島線・明治通り）

## 通過する自治体
- 東京都
  - 文京区
  - 台東区
  - 墨田区
  - 江東区

## 通称
- 春日通り：本郷三丁目交差点 - 本所一丁目交差点
- 清澄通り：本所一丁目交差点 - 吾妻橋一丁目交差点
- 浅草通り：駒形橋東詰 - 吾妻橋一丁目交差点 - 福神橋交差点

## 接続する主な道路
| 交差する道路                                    | 交差する道路                              | 交差点名     | 所在地 |
| ----------------------------------------------- | ----------------------------------------- | ------------ | ------ |
| 国道254号（春日通り）池袋・和光市・川越方面     |                                           |              |        |
| 国道17号（本郷通り）                            | 国道17号（本郷通り）                      | 本郷3丁目    | 文京区 |
| 東京都道452号神田白山線（昌平橋通り）           | 東京都道452号神田白山線（昌平橋通り）     | 天神下       | 文京区 |
| 東京都道437号秋葉原雑司ヶ谷線（中央通り）       | 東京都道437号秋葉原雑司ヶ谷線（中央通り） | 上野広小路   | 台東区 |
| 国道4号（昭和通り）                             | 国道4号（昭和通り）                       | 御徒町駅前   | 台東区 |
| （清洲橋通り）                                  | （清洲橋通り）                            | 元浅草1丁目  | 台東区 |
| （左衛門橋通り）                                |                                           |              | 台東区 |
| （新堀通り）                                    | （新堀通り）                              | 三筋2丁目    | 台東区 |
| 東京都道462号蔵前三ノ輪線（国際通り）           | 東京都道462号蔵前三ノ輪線（国際通り）     | 寿3丁目      | 台東区 |
| 国道6号（江戸通り）                             | 国道6号（江戸通り）                       | 厩橋         | 台東区 |
|                                                 | （国技館通り）                            | 廐橋東詰     | 墨田区 |
| （春日通り）                                    | （春日通り）                              | 本所1丁目    | 墨田区 |
| 本線                                            | 東京都道463号上野月島線（清澄通り）       | 本所1丁目    | 墨田区 |
| 東京都道463号上野月島線（浅草通り〈バイパス〉） |                                           |              | 墨田区 |
| 東京都道463号上野月島線支線（浅草通り）         |                                           | 吾妻橋1丁目  | 墨田区 |
| 東京都道461号吾妻橋伊興町線（墨堤通り）         |                                           | 吾妻橋1丁目  | 墨田区 |
| 東京都道319号環状三号線（三ツ目通り）           | 東京都道319号環状三号線（三ツ目通り）     | 吾妻橋交番前 | 墨田区 |
| 東京都道465号深川吾嬬町線（四ツ目通り）         | 東京都道465号深川吾嬬町線（四ツ目通り）   | 押上駅前     | 墨田区 |
| 東京都道306号王子千住夢の島線（明治通り）       | 東京都道306号王子千住夢の島線（明治通り） | 福神橋       | 江東区 |

## 重複する区間
- 東京都道463号上野月島線：本所一丁目 - 東駒形1丁目、駒形橋東詰 - 吾妻橋一丁目

## 主な橋梁
- 厩橋（隅田川）